# Вадты (озеро, городской округ Усинск)
Ва́дты — озеро правобережной поймы среднего течения Печоры, располагается в центральной части городского округа «Усинск» на севере Республики Коми.
Название озера состоит из двух компонентов: вад — «непроточное озеро с топкими берегами» и ты — «любое озеро».
Площадь водной поверхности Вадты составляет 0,5 км².
Зеркало озера находится на высоте 35,3 м над уровнем моря, в 14 км юго-восточнее села Щельябож и 2,6 км востоко-юго-восточнее урочища Ипат.
Ближайший к озеру населённый пункт — деревня Кушшор, находящаяся в 4 км к юго-западу на левом берегу Печоры.

## Данные водного реестра
По данным государственного водного реестра России относится к Двинско-Печорскому бассейновому округу, водохозяйственный участок реки — Печора от водомерного поста у посёлка Шердино до впадения реки Уса, речной подбассейн реки — бассейны притоков Печоры до впадения Усы. Речной бассейн реки — Печора.